# Peter Knowles (Badminton)
Peter Knowles (* 28. Dezember 1969 in Stockport) ist ein englischer Badmintonspieler. 

## Karriere
Peter Knowles nahm 1996 und 2000 sowohl im Herrendoppel als auch im Herreneinzel an Olympia teil. Er erreichte dabei mit Platz 9 im Doppel mit Julian Robertson 2000 seine beste Platzierung. 1995 gewann er die Scottish Open, 1999 die Irish Open. Englischer Einzelmeister wurde er 1997.

## Sportliche Erfolge
| Saison | Veranstaltung                             | Disziplin    | Platz | Name                               |
| ------ | ----------------------------------------- | ------------ | ----- | ---------------------------------- |
| 1988   | England: Einzelmeisterschaft der Junioren | Herreneinzel | 1     | Peter Knowles                      |
| 1988   | England: Einzelmeisterschaft der Junioren | Herrendoppel | 1     | Richard Harmsworth / Peter Knowles |
| 1993   | Swiss Open                                | Herreneinzel | 2     | Peter Knowles                      |
| 1995   | Scottish Open                             | Herreneinzel | 1     | Peter Knowles                      |
| 1996   | Olympia                                   | Herreneinzel | 17    | Peter Knowles                      |
| 1996   | Olympia                                   | Herrendoppel | 17    | Peter Knowles / Darren Hall        |
| 1997   | England: Einzelmeisterschaften            | Herreneinzel | 1     | Peter Knowles                      |
| 1999   | Irish Open                                | Herreneinzel | 1     | Peter Knowles                      |
| 2000   | Olympia                                   | Herreneinzel | 17    | Peter Knowles                      |
| 2000   | Olympia                                   | Herrendoppel | 9     | Peter Knowles / Julian Robertson   |